# Ostrov (román)
Ostrov je utopistický román britského autora Aldouse Huxleyho z roku 1962. Jedná se o jeho poslední dílo. Román byl pojat jako utopistický protipól k Huxleyho antiutopii Konec civilizace (Brave New World) z roku 1932.

## Děj
Román idejí Ostrov shrnuje Huxleho poválečné myšlenky, které zpracovával ve svých dílech od roku 1945 do roku 1962 – především v dílech Brave New World Revisited, Tomorrow and Tomorrow and Tomorrow, The Doors of Perception (česky jako Brány vnímání) a The Perennial Philosophy (česky jako Věčná filosofie). Hlavními myšlenkami jsou odpovědi na přelidnění, ekologické výzvy a modernitu, a porozumění demokracii, mysticismu či entheogenu.
Děj je prostý. Cynický britský novinář Will Farnaby ztroskotá na izolovaném ostrově Pála, nedaleko přímořského státu Rendang (situováno v severovýchodní části Indického oceánu). Na ostrově se poté seznamuje s neobvyklým státním zřízením založeném na dobrovolnosti a sebepoznání. Obyvatelé Pály přijali určitou podobu ideologické směsi primitivního vesnického komunismu, mahájánského tantrického buddhismu a humanismu. Po celou dobu vyprávění takto poznává místní zvyklosti.
Skrytou linií je Farnabyho tajná mise, kdy má vypozorovat politickou situaci na Pále a Rendangu a podat zprávu britské ropné a měďařské společnosti, která touží po surovinách Pály. Román končí podrobením Pály pod diktátorem plukovníkem Dípou z Rendangu, a tím nastává konec pálanského zřízení, které mohlo existovat jen díky izolovanosti.
Huxley se v románu snaží najít alternativní cestu z materiálního a konzumního světa. Přitom klade důraz na východní filosofie. Huxley také podporuje svobodu a alternativní způsoby chování, kdy klade důraz na alternativní medicínu či užívání psychoaktivních látek, které mají rozšiřovat vnímání a poznání člověka.